# Луганська область

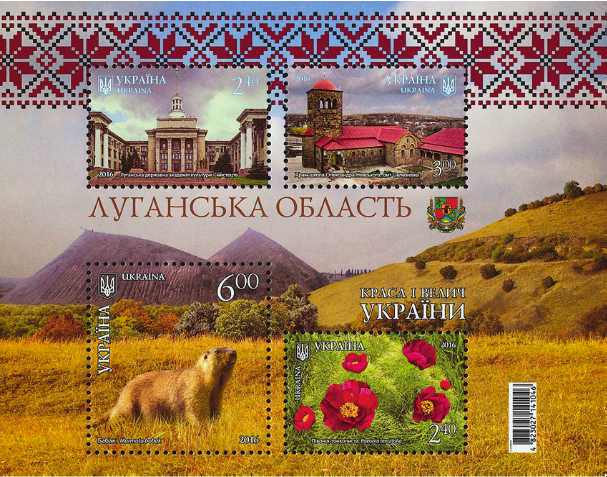
Блок Укрпошти «Краса і велич України. Луганська область» з 4 марок (2016)

Луга́нська область (Луга́нщина) (до 5 березня 1958 року та з 5 січня 1970 до 4 травня 1990 року — Ворошиловградська) — область у східній частині України, переважно в басейні середньої течії Сіверського Дінця. Посідає 6-те місце за населенням і 10-те за площею серед адміністративно-територіальних одиниць країни. На південному заході та заході межує з Донецькою областю, а на північному заході  — з Харківською областями; на півночі межує з Бєлгородською, на північному сході з Воронезькою, на сході та півдні з Ростовською областями Російської Федерації. З 2014 до 2022 року фактичним адміністративним центром області було місто Сіверськодонецьк.
Внаслідок російського вторгнення в Україну, майже уся територія Луганської області була окупована і контролюється збройними силами Російської Федерації.

## Географія

### Площа
Площа області становить 26 684 км².
Луганська область поділяється руслом річки Сіверський Донець на дві приблизно рівні за площею частини — південну й північну. Південна частина знаходиться на Донецькому кряжі і є більш індустріалізованою. Північна частина (слобідська) є переважно сільськогосподарською.

### Рельєф
Поверхня області являє собою хвилясту рівнину, що підвищується з долини Сіверського Дінця на північ і на південь, де розташований Донецький кряж. Останній був сформований потужними товщами осадових порід стародавніх морів, що колись існували тут. Найвища точка — Могила Мечетна — 367 м. Найхарактернішою рисою кряжу є чергування пагорбкуватих водороздільних площин з глибокими крутобережними річковими долинами і сухими балками. У долині річок Міус і Нагольна висота Донецького кряжу знижується, і східні схили переходять у Приазовську берегову рівнину.
На північ зниження проходить поступово і до Сіверського Дінця обривається стрімким виступом, утворюючи мальовничий правий берег річки.
У лівобережній частині області простягається Старобільська рівнина. На крайній півночі в межі області заходять вибалки Середньоруського узгір'я. Абсолютні висоти тут поступово знижуються (від 216 до 50 м) на південь і південний захід до долини Сіверського Дінця. Вздовж лівого берега річки тягнеться порівняно неширока (16—18 км) терасова рівнина, вкрита, головним чином пісками, місцями сформованими в дюни.

### Ґрунти
Ґрунти родючі, головним чином чорноземні. Потужність найродючіших пластів досягає товщини 1 м, іноді більше. Поширені також дернові ґрунти.
Застосування правильної агротехніки дозволяє збирати досить високі урожаї вирощуваних тут сільськогосподарських культур, баштанних, овочів.

### Клімат
Клімат помірно континентальний з відчутними посухами. Середня температура найтеплішого місяця червня +21 °C і найхолоднішого січня −7 °C. Вітри переважно східні і південно-східні.
Максимальна середньорічна кількість опадів (550 мм) випадає в найбільш піднятій частині Донецького кряжу. На більшій частині території області середньорічна кількість опадів становить 400—500 мм. Дощі часто випадають у вигляді короткочасних злив. Зима порівняно холодна, з різкими східними і південно-східними вітрами, відлигами і ожеледицями, малосніжна.
Весна — сонячна, тепла, нерідко супроводжується сухими східними вітрами, заморозками. Літо спекотне, друга половина його — помірно суха.
Осінь сонячна, тепла, суха.

### Водні ресурси

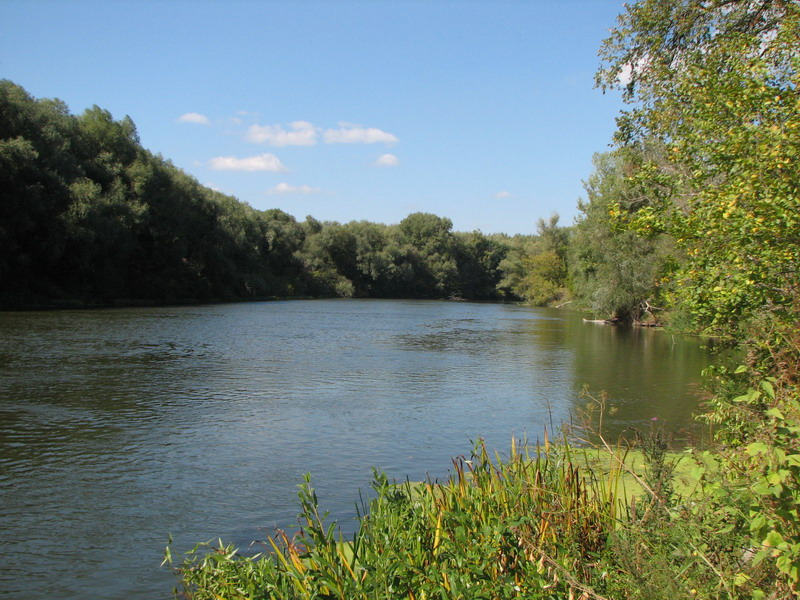
Сіверський Донець

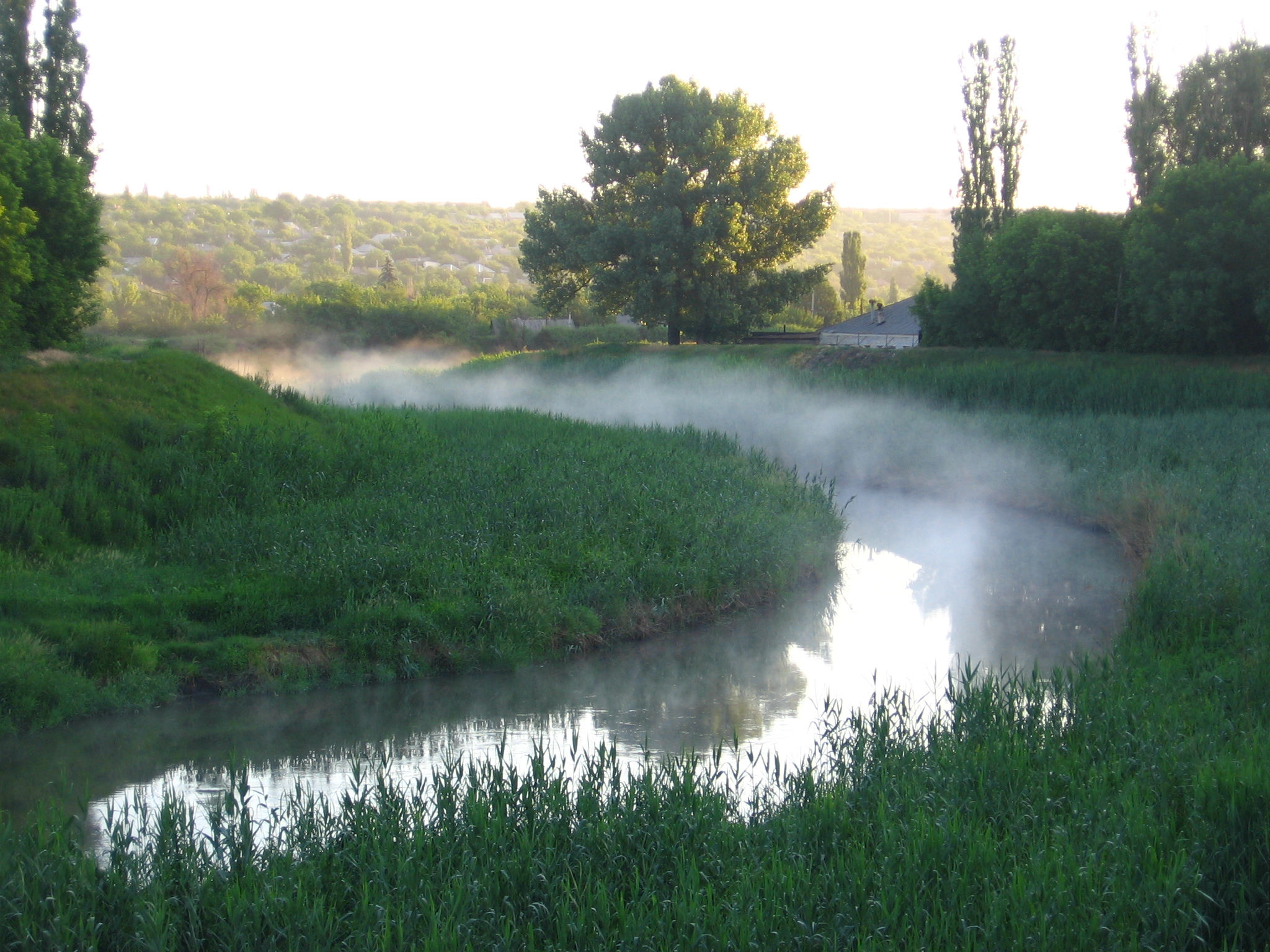
Луганка в Луганську

Водні ресурси області формуються в основному за рахунок річкового стоку р. Сіверський Донець, який поступає з прилеглих територій і безпосередньо в межах області, а також експлуатаційних запасів підземних вод. Сумарні водні ресурси становлять у середньому по водності річок 5,65 км², з яких 64 % становить притік, 226 — місцевий стік і 10 % підземні води.
В області — 123 річки, 6 із яких мають довжину понад 100 км. Головна річка — Сіверський Донець, довжина її в межах області становить 265 км, площа водозабору — 24,9 км², або 93 % площі області. Також є 60 озер, найбільші з них Боброве та Вовче, 60 водосховищ площа дзеркала яких становить 5,68 тис.га, 302 ставки — площа дзеркала 2,67 тис.га. Річки, озера, водосховища і ставки використовуються для промислового, комунального водопостачання, зрошення і риборозведення.
Стосовно запасів водних ресурсів Луганська область належить до недостатньо забезпечених. Водозабезпеченість території і населення області загальними водними ресурсами в 1,5—2,0 рази є нижчою, ніж в середньому по Україні. Особливістю водного режиму річок області є нерівномірний розподіл стоку протягом року. На півночі області 60—62 %, а на півдні 53—58 % річного стоку формується весною, що не відповідає обсягу водоспоживання. Обсяг водовідбору більш ніж утричі перевищує ресурси річкового стоку, який формується в межах області в маловодний рік, тобто водозабезпечення населення і громадського господарства орієнтоване на використання транзитного стоку. Місцеві водні ресурси не забезпечують розбавлення стічних, особливо забруднених вод, що не дає можливості підтримувати потрібний санітарно-екологічний стан річок.
Загальна кількість розвіданих запасів підземних вод на території області становить близько 2800 тис. м³, з них затверджено державною комісією по запасах — 1761 тис. м³ на добу. Кількість підземних вод, якість яких відповідає ДСТУ «Вода питна», становить близько 354 тис. м³ на добу, тобто 13 % від загальних запасів.
Стан підземних вод в області характеризується постійним погіршенням їхньої якості за рахунок збільшення загальної жорсткості, мінералізації та появи шкідливих компонентів. Основною причиною забруднення підземних вод є значне техногенне навантаження території і незахищеність водоносних горизонтів з поверхні землі.
Прогнозні розрахунки запасів «коніційних» питних підземних вод при незмінному рівні техногенного впливу на території області на 2010 рік очікуються в обсязі 161,0 тис. м³ на добу. Приведені дані свідчать, що проблема збереження поверхневих та підземних вод в області надто гостра.

### Природні ресурси

##### Заповідний фонд

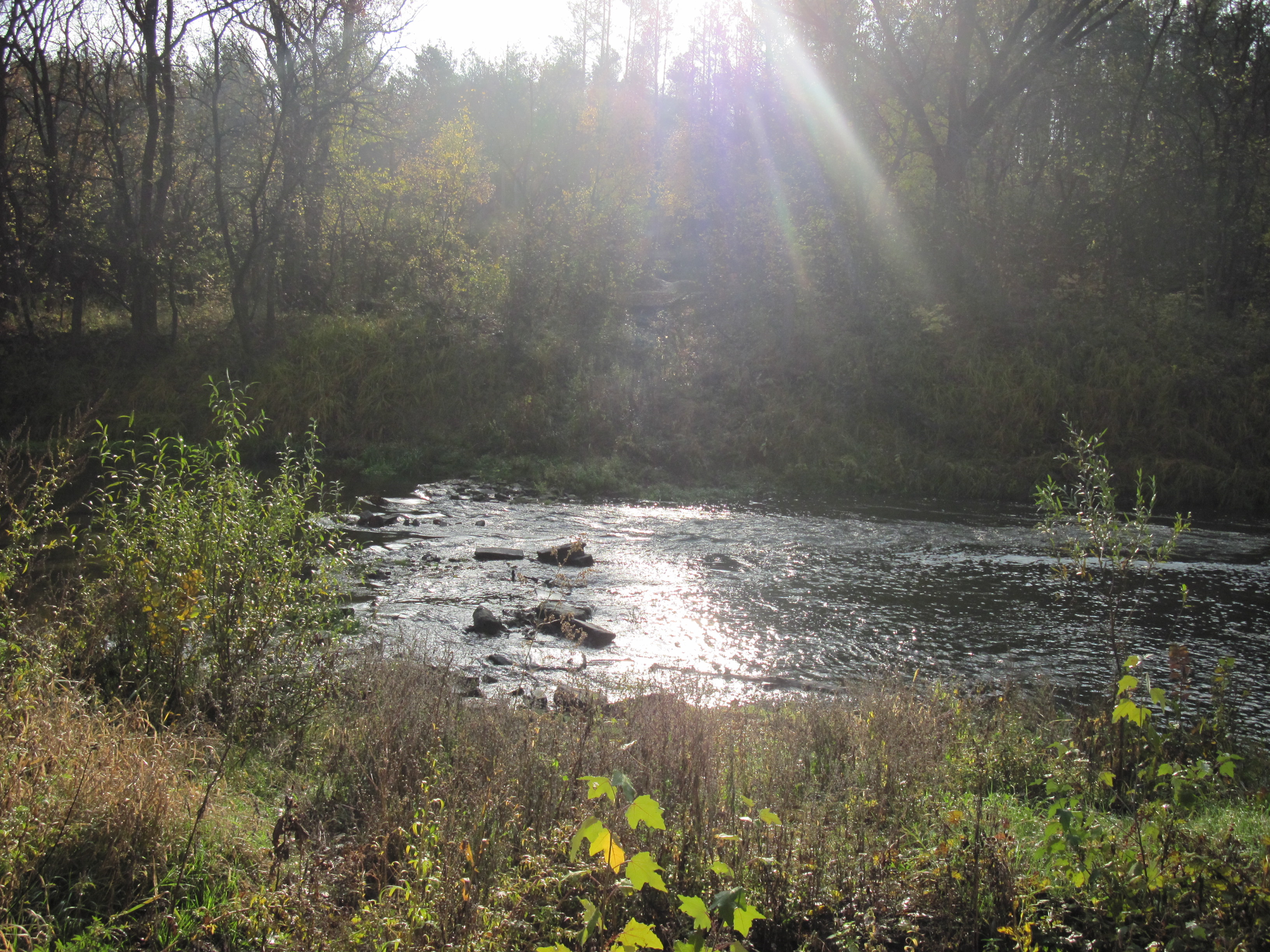
Заказник Деркульський

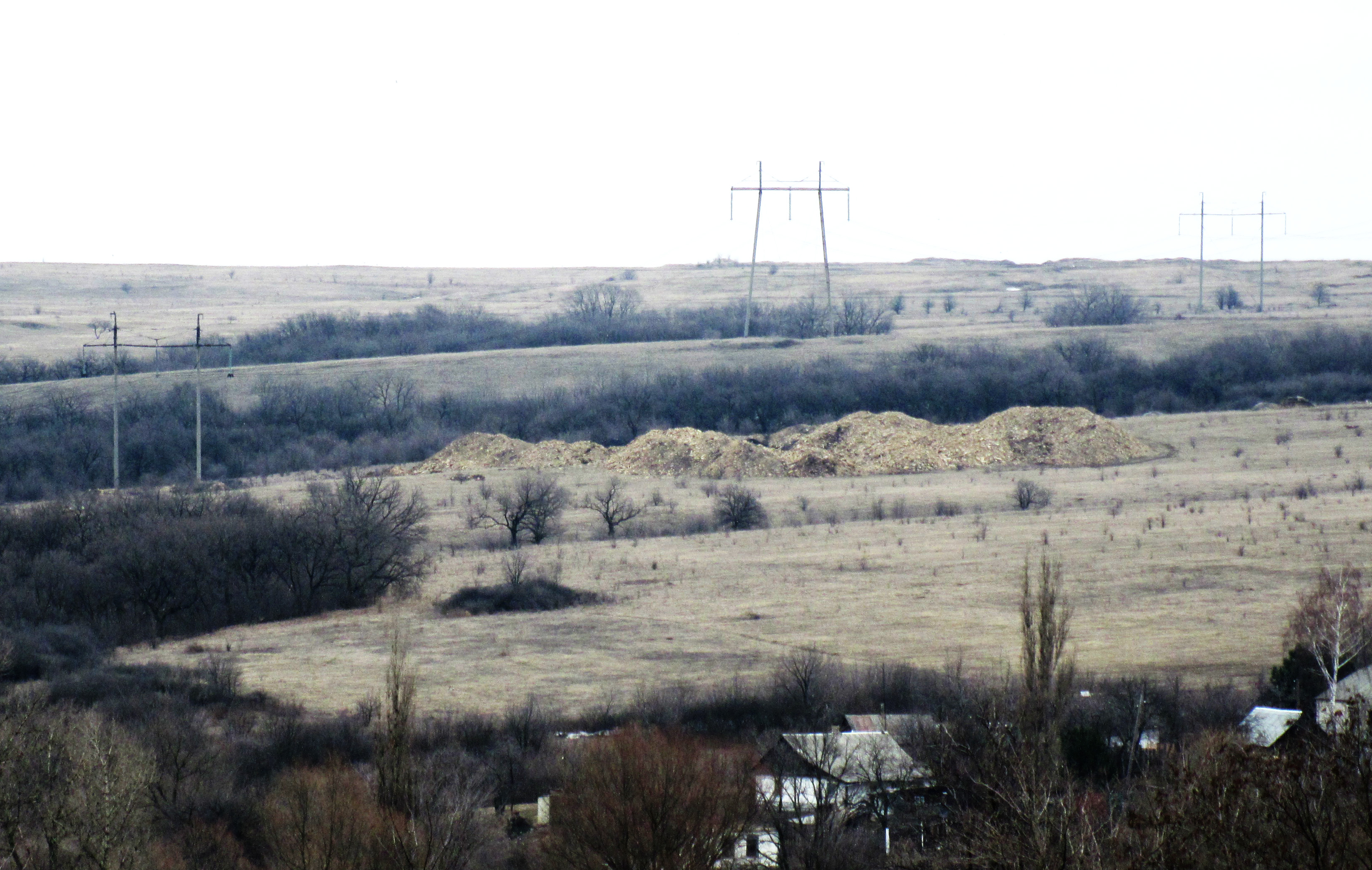
Краєвид Перевальського загальнозоологічного заказника

Природно-заповідний фонд області до 2000 року становив 101 об'єкт загальною площею 14,2 тис.га, в тому числі Луганський природний заповідник, 25 заказників, 52 пам'яток природи, 15 заповідних урочищ, 8 парків-пам'яток садово-паркового мистецтва.
За даними на 2008 рік ПЗФ Луганщини включає 138 територій, які розташовані на площі понад 72 тис. га, у тому числі:
- один природний заповідник,
- один регіональний ландшафтний парк,
- 45 заказників,
- 18 заповідних урочищ,
- 61 пам'ятка природи,
- 7 парків-пам'яток садово-паркового мистецтва.

Кількість об'єктів і територій ПЗФ за останнє десятиліття зросла на 40 %, а їх площа — майже у 5 разів.

#### Рослинність
Луганська область знаходиться в зоні різнотравно-типчаково-ковилових степів. Рослинність в результаті діяльності людини зазнала великих змін. Велика частина території області розорана, лише на схилах ярів, в долинах річок і в заповідниках (Стрілецький степ, Провальський степ) збереглися ділянки степової рослинності.
Тут зростає більше тисячі видів різноманітних рослин.
Лісів мало (близько 7 % території області). Вони розміщені вздовж річок, на схилах долин, балок і ярів. Переважають ліси байрачного типу. Вони ростуть в балках і відзначаються істотною різноманітністю: серед них нараховується близько 50 порід дерев і кущів. Переважають такі породи — дуб, береза, ясен. Підлісок представлений жовтою акацією, кущами терену, бузини, шипшини. Ці види зустрічаються на узліссі та прогалинах.

#### Тваринний світ

Місця концентрації рідкісних видів тварин (на прикладі ссавців з Червоної книги України)

Фауна області представлена головним чином степовими і деякими лісовими тваринами. Степові види поширені переважно в Донецько-Донських степах (на північ від Дінця) та на Кряжі; лісові види проникають на територію області з північного заходу уздовж річища Дінця.
Твариною-символом області є бабак степовий, зокрема зображений на гербі області.
Із хижаків зустрічаються: вовк, лисиця, куниця кам'яна, єнот, ласка та ін. Серед гризунів найбільше поширені: заєць сірий, бабак степовий, сліпак, соня лісова, полівка лучна, мишак уральський, і т. д. До рідкісних видів серед ссавців належать тушкан великий, їжак вухатий, більшість поширених в області видів кажанів і мишівок. За останні 20 років зникли такі види як хохуля, хом'як; у той самий час значно збільшили свою чисельність миша курганцева, нориця руда та ін. види, що раніше були не характерні для регіону.
Із пернатих хижаків водяться кібчики, яструби, орли-могильники. Тут мешкає чимало птахів: жайворонки, перепілки, солов'ї, дятли, стрижі, ластівки і багато інших. У річках, озерах і ставках багато різноманітної риби.
- див. також: фауна Придінців'я, Раритетна фауна Луганщини

### Мінеральні ресурси
Луганська область є одним з найрозвиненіших у промисловому відношенні регіонів України з широким комплексом різноманітних видів мінеральної сировини.

##### Вугілля
Основною корисною копалиною області є кам'яне вугілля, загальні балансові запаси якого становлять 14541 млн т. Із них на балансі діючих шахт знаходиться 3074 млн т, на підготовлених для нового шахтного будівництва 26 ділянках (резерв підгрупи «а») — 4104,3 млн т, на підготовлених для реконструкції діючих шахт ділянках (резерв підгрупи «б») — 1689,8 млн т .

##### Газ
В області розвідано та експлуатується низка родовищ природного газу: Червонопопівське, Борівське, Капітанівське, Муратівське, Лобачівське, Кондрашівське, Вільховське, Макіївське, Зайцівське. Експлуатується два підземних сховища газу — Вергунське та Краснопопівське. Проводяться пошукові роботи на газ на Кримській, Метьолкінській, Смолянинівській, Ямпільській, Східно-Капітанівській, Боровській площах, Сентянівській та Марківсько-Кружилівській зонах. Проводяться роботи з оцінки накопичення вуглеводневих газів у межах полів діючих шахт та прилеглих до них площ із метою залучення метану в промислове використання.

##### Будівельна сировина
Для будівельної індустрії області підготовлено 123 родовища нерудної сировини, які враховані у Державному балансі запасів, в тому числі: 41 будівельного каміння, 33 цегельно-черепичної сировини, 19 карбонатної сировини, 1 керамічної сировини, 1 гіпсу.

##### Фосфати
Ведуться роботи по створенню власної сировинної бази фосфатної сировини. В результаті пошуків на території області виділені ряд перспективних ділянок з загальними прогнозними ресурсами 1166 млн т фосфоритів.

##### Золото
В нинішній час в Нагольному рудному районі Донбасу встановлена промислова рудоносність на золото-срібні руди (Бобриковське, Гостро-Бугірське, Журавське та д.і. родовища) та літій.
Бобриківське родовище окислених руд (до глибини 50 м) практично підготовлене для відпрацювання відкритим способом.

##### Мінеральні води
Для бальнеологічних та лікувальних цілей видобуваються бромні, хлоридно-натрієві високомінералізовані мінеральні води, які широко розповсюджені на території області у вигляді смуги шириною 60-90 км, північна межа якої проходить по лінії Троїцьке-Новопсков-Біловодськ, а південна — Лисичанськ-Луганськ.

## Історія

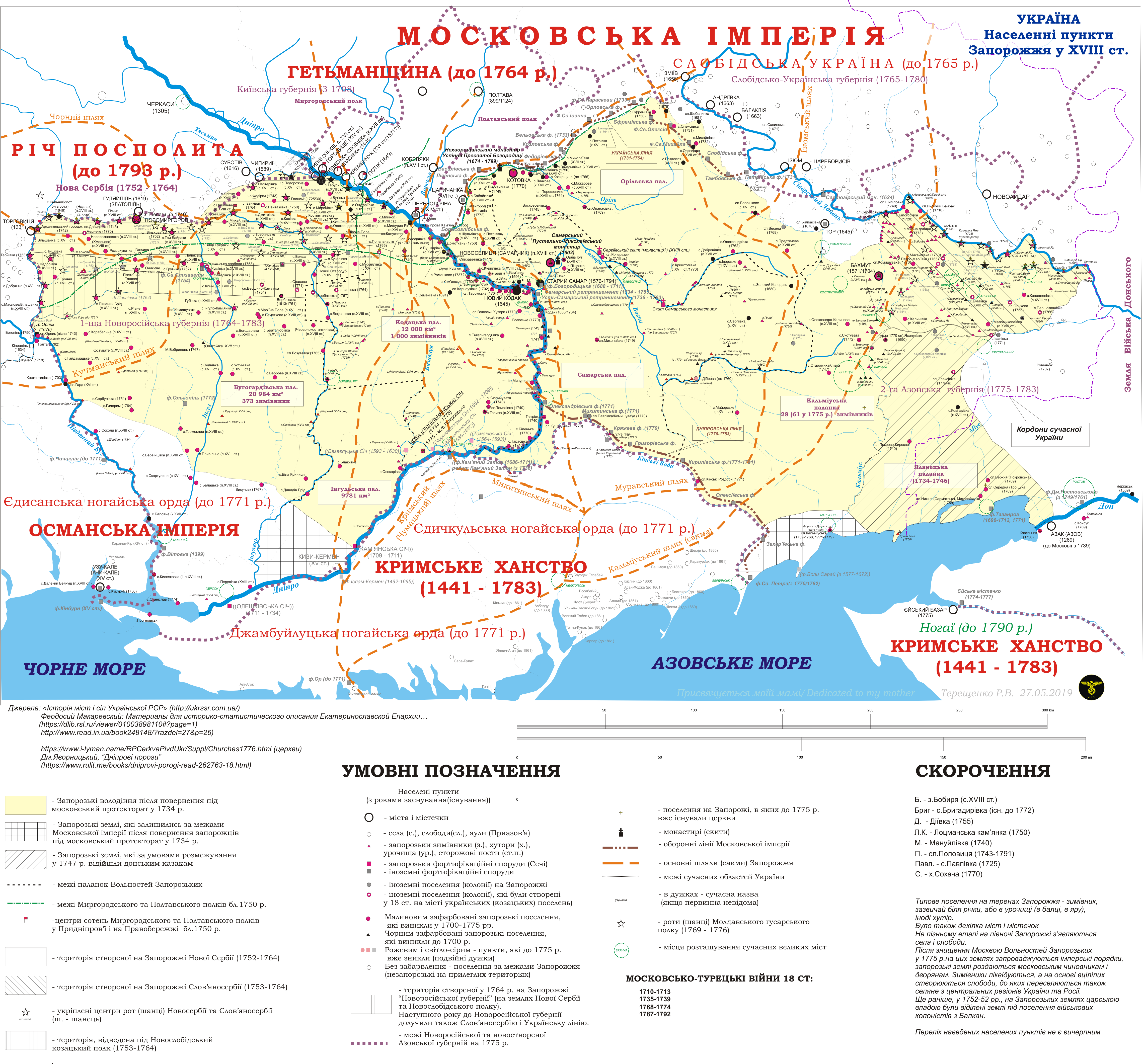
Запорозькі поселення на центральній Луганщині у 18 ст.

Заселення території області розпочалося приблизно 100 тис. років тому.
Тривалий час у краї панували тюрки-номади. У 1360-х роках у Подінців'ї (неподалік від сучасного села Шипилівка Попаснянського району) тимчасово розташовувалась столиця Золотої Орди. З розпадом цієї держави донецькі степи перетворились на «Дике Поле», що відділяло Руську державу від Кримського ханства. З XVI ст. в південних степах починають утворюватися сторожеві служби, укріплені лінії. З'являється багато російських військових. Після придушення польсько-шляхетськими військами збурень 20-30-х років XVII ст. тут почала утворюватися нова історична область — Слобідська Україна. Наприкінці XVIII ст. розпочався значний для того часу видобуток кам'яного вугілля в районі Лисичанська.
Наприкінці ХІХ — на початку ХХ ст. на Луганщині склалася власна традиція домашнього іконопису — так звані «вдягнені» ікони. Вони мали блакитний фон, ретельно виписані найдрібніші деталі, великі і круглі зіниці у зображуваних персонажів. Оклади для таких ікон виготовлялися з дорогої тканини (як правило, з оксамиту), оздоблювалися шитвом, намистинками, камінчиками, фольгою. Колекція луганських ікон наявна у експозиції Музею української домашньої ікони історико-культурного комплексу «Замок Радомисль».
З метою об'єднання в одне ціле вугільних районів басейну в лютому 1919 року було утворено Донецьку губернію з центром у місті Луганськ.
2 липня 1932 року було утворено Донецьку область, до її складу увійшли 12 міських рад і 23 райони, в тому числі територія нинішньої Луганської області.
До складу області ввійшли Артемівська, Ворошилівська, Горлівська, Кадіївська, Костянтинівська, Краматорська, Краснолуцька, Луганська, Макіївська, Маріупольська, Риківська, Сталінська міські ради й Гришинський, Лисичанський, Ровеньківський, Сорокинський та Чистяківський райони республіканського підпорядкування.
Обласним центром був Артемівськ(зараз Бахмут), а з 16 липня 1932 — Сталіно.

### Районування

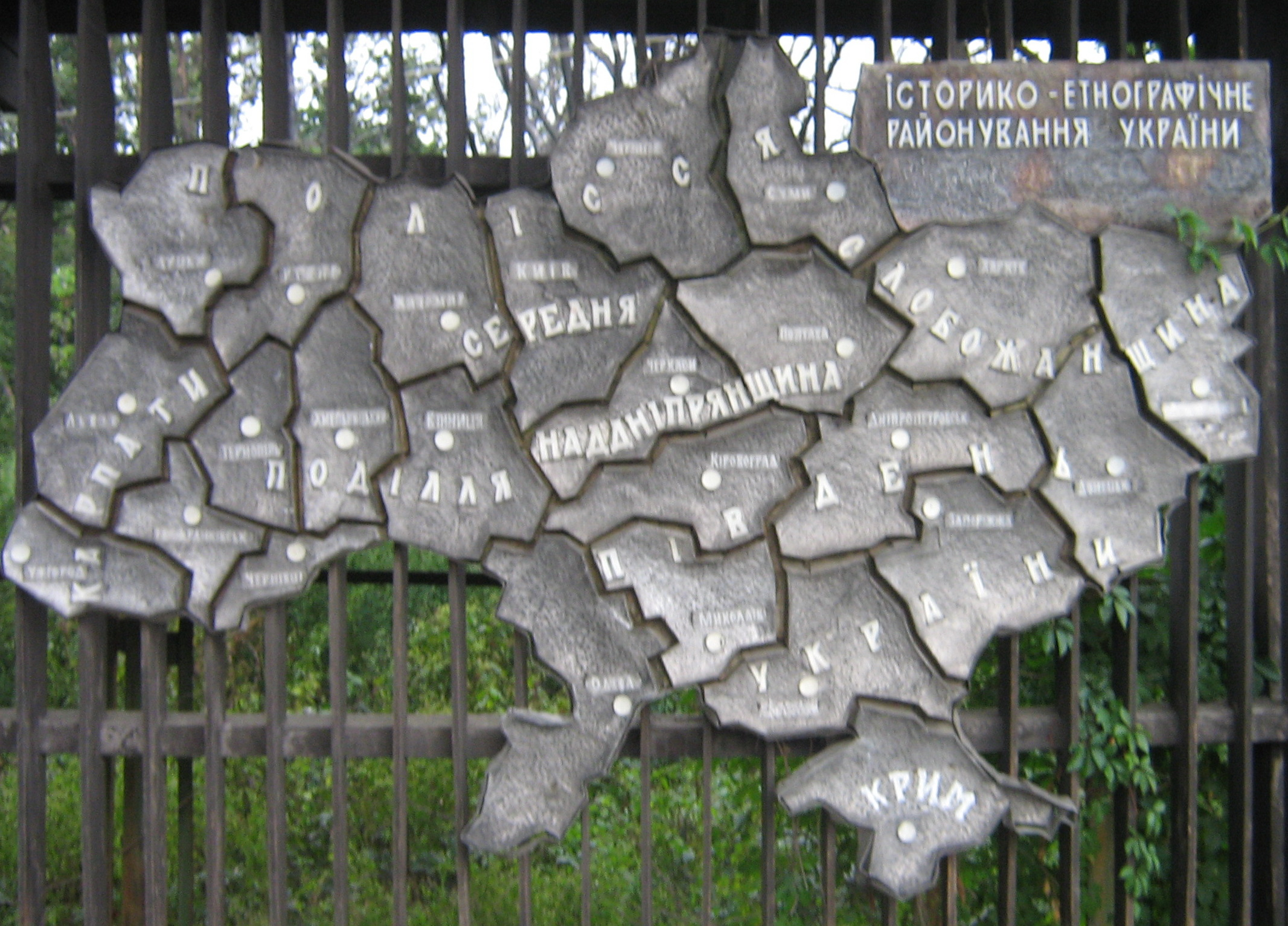
Історико-етнографічне районування України, карта в музеї народної архітектрури та побуту

Серед етнографів існують 3 підходи щодо районування території Луганської області:
1. Частина території на північ від Сіверського Дінця (лівобережжя) належить до Слобожанщини, південна (правобережжя) — до південного (причорноморського) регіону. Історично долиною Дінця проходили кордони полків Слобідської України із землями Кримського ханства, вільних запорізьких козаків, певний час із землями слов'яносербських поселенців, а пізніше річка стала кордоном між Харківською та Єкатеринославською губерніями.
2. Уся територія включається у межі Слобожанщини.
3. Територія Луганщини включається до окремого регіону — Донеччини (Подінців'я).

### Незалежна Україна
Зі здобуттям Україною незалежності Луганська область увійшла до складу її земель і сьогодні є одним з провідних індустріальних центрів.

#### Війна на сході України, 2014
Військові підрозділи Росії почали вторгнення на Луганщину у квітні 2014 року.
11 травня 2014 року проросійські сили провели референдуми на території деяких районів Донецької та Луганської областей, на які винесли питання про так звану підтримку державної самостійності проголошених у квітні суверенних ДНР та ЛНР. За підрахунками організаторів референдумів, питання було підтримане виборцями, а на думку незалежних свідків, референдуми мали всі ознаки фіктивності.
1 червня 2014 року проросійські бойовики почали кількаденний штурм прикордонної застави у Луганську, який закінчився 4 червня виходом українського гарнізону з прикордонної застави. 2 червня 2014 року біля штабу проросійських бойовиків, що розміщувався в Луганській ОДА, сталася серія вибухів, від яких загинули і мирні жителі.
2 липня бої точилися на околицях Луганська, а в самому місті відбувалося переміщення терористів з військовою технікою, та заняття позицій, зокрема, позицій для обстрілу з ПЗРК у різних районах міста. 3 липня бої точилися на краю Луганська, удари по бойовиках здійснювалися з м. Олександрівська, селища Металіст, які знаходились під контролем українських військових, а також з району Станиці Луганської. Ввечері 4 липня бойовики обстрілювали східний район Луганська Велика Вергунка та смт Станиця Луганська, розмістивши бойову техніку у житлових районах міста.
3 липня українські військові продовжували вести бої за м. Краснодон.
Через захоплення Луганська російськими військами та проголошенням т. зв. ЛНР, Луганська обласна державна адміністрація спочатку евакуювалася у м. Сватове, а потім у м.Сіверськодонецьк, де перебувала до початку боїв за Сєвєродонецьк.

#### Російське вторгнення в Україну, 2022
24 лютого 2022 року Росія розпочала широкомасштабне російське вторгнення в Україну, назвавши війну «спеціальною операцією зі звільнення Донбасу». Одразу ж почалося захоплення Луганщини: російські війська обстрілювали населенні пункти, знищуючи інфраструктуру, соціальні об'єкти та житлові будинки.
Російські війська розгромили Луганську ТЕС, що знаходилась у м. Щастя. Загарбники захопили населені пункти — Станиця Луганська, Кримське і Марківка. Окупанти скинули українські прапори з будівель місцевих адміністрацій і вивісили російські триколори.
Військові РФ намагаються влаштувати гуманітарну катастрофу в містах Сіверськодонецьк, Лисичанськ та Попасна. Окупанти перебили води і електрики, відрізали шляхи до евакуації, глушать мобільний зв'язок. У місті оголошено евакуацію мирного населення. Зі станції Лисичанськ було організовано рух евакуаційних потягів. Проте через пошкодження колії, рух потягів було припинено. Жителів області перевозять автобусами до станції Новозолотарівка, а далі — на не окуповану частину Донеччини.
2 березня у Сіверськодонецьку зафіксовано попадання снарядів у дитячий садочок та по проспекті Центральний, перебито тепломережу та газопровід, вибито скло в житлових будинках на Гвардійському проспекті та вул. Науки.
5 березня росіяни обстріляли будинки мирних мешканців, лікарні та соціальні об'єкти в Сіверськодонецьку, Рубіжному, Лисичанську, Попасній.
6 березня на Луганщині в результаті обстрілів російських військових загинуло п'ятеро мирних мешканців.
8 березня у Сєвєродонецьк, Лисичанськ та Попасну надійшли харчові продукти від Управління Верховного комісара ООН у справах біженців, організовано гаряче харчування для тих, хто перебуває у бомбосховищах.
23 березня ракетних ударів окупанти завдали по Лисичанську та Новодружеську, а на м. Рубіжне авіація РФ скинула фосфорні бомби. Щонайменше четверо загиблих, двоє з яких діти, та шестеро поранених.
Вищі навчальні заклади Луганщини евакуюють у глиб країни. 28 березня Луганський державний медичний університет переїхав до Рівного, Луганський державний університет внутрішніх справ імені Е. О. Дідоренка — до Дніпра. Центр управління Луганським національним університетом імені Тараса Шевченка тимчасово перевели до Полтави, а всі його структурні підрозділи (8 навчально-наукових інститутів, 3 факультети, 25 відділів, 6 фахових коледжів, Регіональний центр професійної освіти) працюють у дистанційному режимі. Східноукраїнський національний університет імені Володимира Даля сконцентровано в Дніпрі, Хмельницькому і Кам'янець-Подільському.
Станом на 30 березня 2022 року, за даними Луганської обласної державної адміністрації, від рук окупантів в області загинула 141 людина, в тому числі: 28 дітей.
В останні дні березня війська РФ відійшли від Києва та Чернігова, зосередившись на східному напрямку.
Зафіксовані випадки, коли на співпрацю з загарбниками йдуть чиновники та працівники правоохоронних органів. Служба безпеки України викриває зрадників, які в умовах воєнного часу перейшли на бік ворога і допомагають рашистам встановлювати окупаційний «порядок» на тимчасово захоплених територіях області.
У Лисичанську ворог мінує центральну частину міста. 1 квітня на проспекті Перемоги (гірничий коледж, супермаркет «Сільпо») виявлено міни, які, ймовірно, встановлені ворожими ДРГ.
На Луганщині через обстріли окупантів припинився водовідлив на вугільних шахтах. Затопило шахти «Золоте» та «Тошківська» — повністю під водою насоси та енергетичні установки.
Очільники чотирьох населених пунктів у Луганській області виявились зрадниками України. На бік окупантів перейшли: Ігор Дзюба (Марківка), Олег Савченко (Мілове), а голова Станиці Луганської Альберт Зінченко за повідомленням пропагандистів окупантів отримав паспорт самопроголошеної «ЛНР». Мер Рубіжного Сергій Хортів, який зник з міста після початку російського вторгнення, перейшов на бік окупантів і вже вдруге зрадив Україну (перший раз у 2014 році). Російські ЗМІ показали сюжет із Хортівим, який перебуває в тій частині Рубіжного, яка знаходиться під контролем бойовиків «ЛНР».
У Рубіжному снаряд, що випустили окупанти, влучив у цистерну з азотною кислотою. Над містом утворилася хмара рудого кольору.
В окупованих містах Луганщини зафіксовані випадки вивозу українського зерна в Росію. У Рубіжному загарбники розбомбили літаками сучасний елеватор, відкритий 2020 року. У Сіверськодонецьку знищили всі продуктові склади.

## Адміністративно-територіальний устрій

### Загальна інформація
Адміністративний центр області — місто Луганськ, але тимчасово перенесений спочатку до Сватового, а потім до міста Сіверськодонецьк.
У складі області:
- районів — 8

° Алчевський
° Довжанський
° Луганський
° Ровеньківський
° Сватівський
° Сіверськодонецький
° Старобільський
° Щастинський
- населених пунктів — 926, в тому числі:
  - міського типу — 146, в тому числі:
    - міст — 37[17], в тому числі:
      - міст обласного значення — 14[18];
      - міст районного значення — 23[19];

    - селищ міського типу — 109[20];

  - сільського типу — 780[21], в тому числі:
    - сіл — 678[22];
    - селищ — 102[23].

###### Старий адмінподіл до 2020 року
У системі місцевого самоврядування:
- районних рад — 18[24];
- районних рад у містах — 4[25];
- міських рад — 37[26];
- селищних рад — 89[27];
- сільських рад — 206[28].

| № п/п                    | Назва               | Площа (км²) | Населення (осіб)       | Адм. центр            | Міст районного значення | Селищ міського типу | Сільських населених пунктів | Сільських рад | Адм. устрій |
| Луганська область        | Луганська область   | 26 684,00   | 2 151 833 (01.01.2019) | м. Луганськ           | 23                      | 109                 | 678                         | 206           | Адм. устрій |
| Райони                   |                     |             |                        |                       |                         |                     |                             |               |             |
| 1                        | Антрацитівський     | 1 700,00    | ▼ 30 110               | м. Антрацит           | немає                   | 6                   | 36                          | 8             | Адм. устрій |
| 2                        | Біловодський        | 1 596,96    | ▼ 23 101               | смт Біловодськ        | немає                   | 1                   | 32                          | 13            | Адм. устрій |
| 3                        | Білокуракинський    | 1 435,81    | ▼ 18 595               | смт Білокуракине      | немає                   | 2                   | 50                          | 13            | Адм. устрій |
| 4                        | Довжанський         | 1 131,93    | ▼ 11 686               | м. Довжанськ          | немає                   | 1                   | 29                          | 6             | Адм. устрій |
| 5                        | Сорокинський        | 1 386,13    | ▼ 29 042               | м. Сорокине           | немає                   | 6                   | 52                          | 10            | Адм. устрій |
| 6                        | Кремінський         | 1 635,20    | ▼ 38 404               | м. Кремінна           | 1                       | 1                   | 36                          | 16            | Адм. устрій |
| 7                        | Лутугинський        | 1 057,28    | ▼ 65 401               | м. Лутугине           | 1                       | 8                   | 36                          | 8             | Адм. устрій |
| 8                        | Марківський         | 1 166,48    | ▼ 14 435               | смт Марківка          | немає                   | 1                   | 33                          | 8             | Адм. устрій |
| 9                        | Міловський          | 971,05      | ▼ 14 987               | смт Мілове            | немає                   | 1                   | 28                          | 7             | Адм. устрій |
| 10                       | Новоайдарський      | 1 535,78    | ▼ 40 270               | смт Новоайдар         | немає                   | 1                   | 37                          | 14            | Адм. устрій |
| 11                       | Новопсковський      | 1 623,08    | ▼ 33 544               | смт Новопсков         | немає                   | 2                   | 37                          | 15            | Адм. устрій |
| 12                       | Перевальський       | 806,85      | ▼ 63 361               | м. Перевальськ        | 3                       | 10                  | 26                          | 4             | Адм. устрій |
| 13                       | Попаснянський       | 1 324,75    | ▼ 75 111               | м. Попасна            | 1                       | 7                   | 27                          | 3             | Адм. устрій |
| 14                       | Сватівський         | 1 739,29    | ▼ 33 850               | м. Сватове            | 1                       | 1                   | 58                          | 17            | Адм. устрій |
| 15                       | Слов'яносербський   | 1 113,37    | ▼ 48 355               | смт Слов'яносербськ   | 1                       | 5                   | 49                          | 9             | Адм. устрій |
| 16                       | Станично-Луганський | 1 896,48    | ▼ 47 238               | смт Станиця Луганська | немає                   | 2                   | 47                          | 16            | Адм. устрій |
| 17                       | Старобільський      | 1 581,98    | ▼ 43 122               | м. Старобільськ       | 1                       | немає               | 58                          | 21            | Адм. устрій |
| 18                       | Троїцький           | 1 633,10    | ▼ 19 286               | смт Троїцьке          | немає                   | 1                   | 58                          | 17            | Адм. устрій |
| Міста обласного значення |                     |             |                        |                       |                         |                     |                             |               |             |
| 1                        | Алчевськ            | 49,01       | 118 611                |                       |                         |                     |                             |               |             |
| 2                        | Антрацит            | 61,32       | 63 404                 |                       |                         |                     |                             |               |             |
| 3                        | Брянка              | 63,54       | 54 850                 |                       |                         |                     |                             |               |             |
| 4                        | Довжанськ           | 83,84       | 72 611                 |                       |                         |                     |                             |               |             |
| 5                        | Голубівка           | 34,96       | 35 136                 |                       |                         |                     |                             |               |             |
| 6                        | Хрустальний         | 153,56      | 94 756                 |                       |                         |                     |                             |               |             |
| 7                        | Сорокине            | 77,33       | 49 921                 |                       |                         |                     |                             |               |             |
| 8                        | Лисичанськ          | 95,64       | 114 905                |                       |                         |                     |                             |               |             |
| 9                        | Луганськ            | 286,20      | 459 294                |                       |                         |                     |                             |               |             |
| 10                       | Первомайськ         | 88,54       | 43 094                 |                       |                         |                     |                             |               |             |
| 11                       | Ровеньки            | 217,08      | 53 609                 |                       |                         |                     |                             |               |             |
| 12                       | Рубіжне             | 33,76       | 65 564                 |                       |                         |                     |                             |               |             |
| 13                       | Сєвєродонецьк       | 58,00       | 120 225                |                       |                         |                     |                             |               |             |
| 14                       | Кадіївка            | 91,81       | 90 144                 |                       |                         |                     |                             |               |             |

* Примітка: зеленим кольором позначені міста та районі під контролем Уряду України, а червоним — поза контролем Уряду України.

## Економіка
15.05.2020 Луганщина больше не энергоостров: ПС «Кременская» подключена к энергосистеме [Архівовано 16 травня 2020 у Wayback Machine.](рос.)

## Демографія
| 1959      | 1970      | 1979      | 1989      | 2001      | 2014      |
| --------- | --------- | --------- | --------- | --------- | --------- |
| 2 452 172 | 2 750 566 | 2 786 697 | 2 862 734 | 2 546 200 | 2 239 500 |

За чисельністю населення Луганська область посідає 6-те місце серед областей України.
У національному складі населення області українців 58,0 %, росіян 39,0 %. Етнічні українці становлять більшість в усіх районах області, крім Станично-Луганського, Сорокинського районів та міст обласного підпорядкування Сорокине, Довжанськ, Хрустальний, Кадіївка, у яких переважають росіяни.
| №  | Національність | Кількість осіб | %        |
| -- | -------------- | -------------- | -------- |
| 1  | Українці       | 1 472 376      | 57,96 %  |
| 2  | Росіяни        | 991 825        | 39,05 %  |
| 3  | Білоруси       | 20 587         | 0,81 %   |
| 4  | Татари         | 8 543          | 0,34 %   |
| 5  | Вірмени        | 6 587          | 0,26 %   |
| 6  | Молдовани      | 3 252          | 0,13 %   |
| 7  | Азербайджанці  | 3 123          | 0,12 %   |
| 8  | Євреї          | 2 651          | 0,10 %   |
| 9  | Цигани         | 2 284          | 0,09 %   |
| 10 | Поляки         | 2 107          | 0,08 %   |
| 11 | Інші           | 26 856         | 1,06 %   |
|    | Разом          | 2 540 191      | 100,00 % |

Динаміка кількості населення Луганської обл. за останні 100 рр.

На червень 2008 року серед 2344,2 тис. мешканців на той час 2029,1 тис. міських, 315,1 тис. — сільських, себто у містах і селищах міського типу проживало 87 % населення, у селах — 13 %. Середня щільність населення 87,9 осіб на 1 км².

### Найбільші населені пункти
На 1 вересня 2011 року в області мешкало 2274,845 тис. осіб, у тому числі 1 970 270 осіб міського та 304 575 сільського населення.
- Динаміку вікостатевої піраміди можна переглянути тут [Архівовано 9 травня 2012 у Wayback Machine.]
- див. також: демографічний паспорт Луганської області [Архівовано 26 лютого 2014 у Wayback Machine.].

### Мовна ситуація

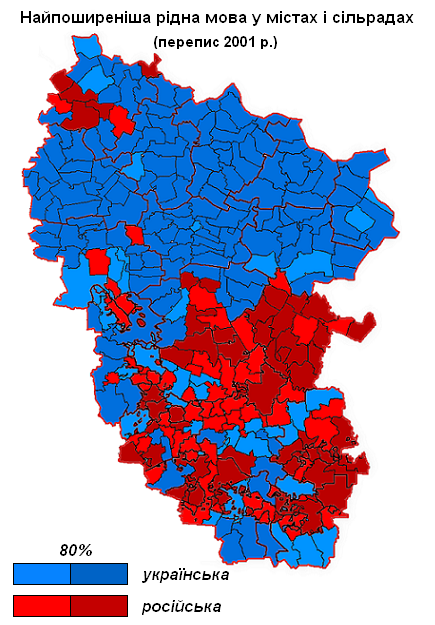
Найпоширеніша рідна мова у містах і сільрадах Луганської області за переписом 2001 р.

Мовна ситуація в Луганській області характеризується сильною русифікацією. Відсоток українців, що вважають рідною мовою українську, в 1959 році становив 87,6 %, а 2001-го — тільки 50,4 %. Зокрема і в проміжку між двома останніми переписами населення (1989 і 2001 років) відсоток тих, хто вважає українську мову рідною, серед усіх етносів зменшився на 4,9 %, а російську — збільшився на 4,9 %. Українська мова рідна для 63,8 % селян і 30 % містян. За офіційними даними по школах Луганської області 72 % навчаються українською. Водночас кількість охочих скласти ЗНО українською мовою 2013 року в Луганській області становила 78 %, а лише 11 % складали російською.
Найбільш русифікованими на 2010 рік є міста: Луганськ (87 %), Алчевськ (72 %), Брянка (67 %), Рубіжне (58 %), Лисичанськ (56 %), серед районів: Перевальський (77 %), Лутугинський (73 %) і Станично-Луганський (68 %).
Мовний склад населення  [Архівовано 31 липня 2017 у Wayback Machine.]
| Райони та міста обласного значення | українська | російська |
| ---------------------------------- | ---------- | --------- |
| Луганська область                  | 30,0       | 68,8      |
| Луганськ (міськрада)               | 14,3       | 84,7      |
| Антрацит (міськрада)               | 13,9       | 83,7      |
| Брянка (міськрада)                 | 14,0       | 85,7      |
| Голубівка (міськрада)              | 20,3       | 79,3      |
| Алчевськ (міськрада)               | 15,3       | 83,4      |
| Сорокине (міськрада)               | 8,3        | 91,1      |
| Хрустальний (міськрада)            | 14,7       | 83,6      |
| Лисичанськ (міськрада)             | 35,3       | 62,9      |
| Первомайськ (міськрада)            | 37,9       | 57,1      |
| Ровеньки (міськрада)               | 21,2       | 78,3      |
| Рубіжне (міськрада)                | 39,0       | 60,1      |
| Довжанськ (міськрада)              | 14,2       | 83,5      |
| Сіверськодонецьк (міськрада)       | 28,3       | 70,8      |
| Кадіївка (міськрада)               | 14,4       | 83,8      |
| Антрацитівський район              | 46,5       | 53,1      |
| Біловодський район                 | 84,2       | 15,6      |
| Білокуракинський район             | 91,4       | 8,4       |
| Сорокинський район                 | 27,3       | 72,3      |
| Кремінський район                  | 78,7       | 20,8      |
| Лутугинський район                 | 49,3       | 49,8      |
| Марківський район                  | 93,4       | 5,8       |
| Міловський район                   | 73,8       | 24,1      |
| Новоайдарський район               | 46,0       | 53,6      |
| Новопсковський район               | 92,2       | 7,5       |
| Перевальський район                | 23,2       | 76,4      |
| Попаснянський район                | 64,1       | 35,6      |
| Сватівський район                  | 91,8       | 7,6       |
| Довжанський район                  | 56,0       | 41,3      |
| Слов'яносербський район            | 38,9       | 60,4      |
| Станично-Луганський район          | 14,2       | 85,1      |
| Старобільський район               | 79,2       | 20,5      |
| Троїцький район                    | 62,8       | 36,9      |

## Освіта
У 2017/2018 навчальному році на підконтрольній українській владі частині області у 211 школах навчалось близько 52 тисяч учнів і працювало 5 тисяч педагогічних працівників; функціонувало 20 професійно-технічних і 17 вищих I—II рівня акредитації навчальних закладів.

## Культура
Обласні заклади культури:
- Луганський Обласний Центр Народної творчості[35]
- Луганська обласна філармонія[36]
- Луганський обласний академічний український музично-драматичний театр[37]

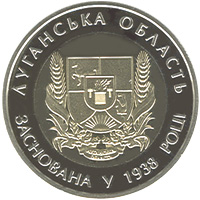
Ювілейна монета НБУ присвячена Луганській області

- Луганський обласний центр навчально-методичної роботи, культурних ініціатив і кіномистецтва

### Фестивалі
«Воронцева слобода» — щорічний відкритий обласний молодіжний фестиваль-конкурс патріотичної пісні та поезії. смт. Білокуракине
- «Байбак-fest» -[38] Фестиваль-конкурс української культури та фольклору. Проводиться щоквартально
- Відкритий обласний етнофестиваль «Стежками Лемківщини» (Лемківська ватра)[39]

## Спорт
- Футбольна команда «Зоря»

## Злочинність
Рівень злочинності за 2012 рік на 10 тис. населення становить 115,8 злочину, з них 42,8 — тяжкі й особливо тяжкі.

## Транспорт
В області розвинені усі види наземного та повітряного транспорту: автомобільний, залізничний, повітряний, трубопровідний транспорт. Транспортна інфраструктура забезпечує потреби вугільної, металургійної, нафтопереробної, хімічної та інших галузей промисловості, особливо в товарообміні з прикордонними областями Росії. На транспорті зайнято 8 % промислово-виробничого персоналу області.

### Автошляхи та автотранспорт
(категорія)
Мережа автомобільних шляхів становить 5,8 тис. км, із твердим покриттям 5,6 тис. км. Із них 954,7 км — державного значення, 1211 км — обласного значення, 3470,2 км — місцевого значення.
Густота автомобільних доріг в області — 209,7 км на 1000 км², це менше ніж в цілому по Україні (269 км). Територією області проходять транзитні магістралі: М03 (Волгоград—Харків), М04 (Дебальцеве—Ростов-на-Дону), Луганськ—Мілєрово, Н21 (Донецьк — Луганськ — Старобільськ — Валуйки).
Міський електротранспорт (тролейбус) функціонує в 6 містах області: Сіверськодонецьку, Алчевську, Лисичанську, Антрациті, Краснодоні, Луганську. Загальна протяжність тролейбусних колій — 332 км.

### Залізничний транспорт
Залізничний транспорт представлено Луганською та Дебальцевською дирекціями залізничних перевезень Донецької залізниці, Попаснянським держпідприємством по перевезенню вантажів та пасажирів. В області 5 локомотивних та 2 вагонних депо, 6 дистанцій колії, 52 залізничні станції. Розгорнута довжина колій — 12067 км, під'їзних колій підприємств та організацій — 2320 км. Середня густота залізничних колій — 45 км на 1000 км², це більше ніж в середньому по Україні (37,6 км). Найбільші залізничні вузли: Луганськ, Попасна, Родакове.
Основні залізничні магістралі: Луганськ — Москва, Луганськ — Київ, Луганськ — Харків, Куп'янськ — Дебальцеве, Дебальцеве — Луганськ, Куп'янськ — Сватове — Луганськ.
У місті Луганськ розташоване велике підприємство Луганський тепловозобудівний завод, що випускає магістральні тепловози, дизельні та електропоїзди, трамваї для потреб України, Росії та Казахстану.

### Авіасполучення
Авіаційний транспорт в області представлений Луганським державним авіапідприємством «Луганські авіалінії», обласним комунальним підприємством Міжнародний аеропорт «Луганськ» та Сіверськодонецьким аеропортом.
З початку війни 2014 р. обидва аеропорти не працюють. Дивись Бої за Луганський аеропорт.

### Трубопровідний транспорт
Трубопровідний транспорт представлений Лисичанським районним нафтопровідним управлінням (67 км) та управлінням магістральних нафтопродуктів (99,6 км). Територією області проходять магістральні газопроводи: Ставрополь — Москва, «Союз»; нафтопровід Самара — Лисичанськ, Тихорецьк — Лисичанськ, продуктопроводи Лисичанськ — Луганськ, Луганськ — Трудова — Донецьк.

### Документи
- Указ Президії Верховної Ради УРСР від 5.3.1958 «Про перейменування Ворошиловградської області і міста Ворошиловград»
- Указ Президії Верховної Ради УРСР від 5.1.1970 «Про перейменування міста Луганська і Луганської області»
- Указ Президії Верховної Ради Української РСР від 4.5.1990 «Про перейменування міста Ворошиловграда та Ворошиловградської області»